# 扎利茲尼奇涅 (博爾赫拉德區)
45°44′50″N 28°36′58″E / 45.74722°N 28.61611°E
扎利茲尼奇內（烏克蘭語：Залізничне）是位於烏克蘭西南部的村莊，由敖德萨州博爾赫拉德區的博爾赫拉德市鎮負責管轄。該村始建於1861年，面積3.03平方公里，海拔高度84米，2001年人口3,487，人口密度每平方公里1,150.83人。